# Cissus petiolata
Cissus petiolata är en vinväxtart som beskrevs av Joseph Dalton Hooker. Cissus petiolata ingår i släktet Cissus och familjen vinväxter. Inga underarter finns listade i Catalogue of Life.